# Gałąź oliwna

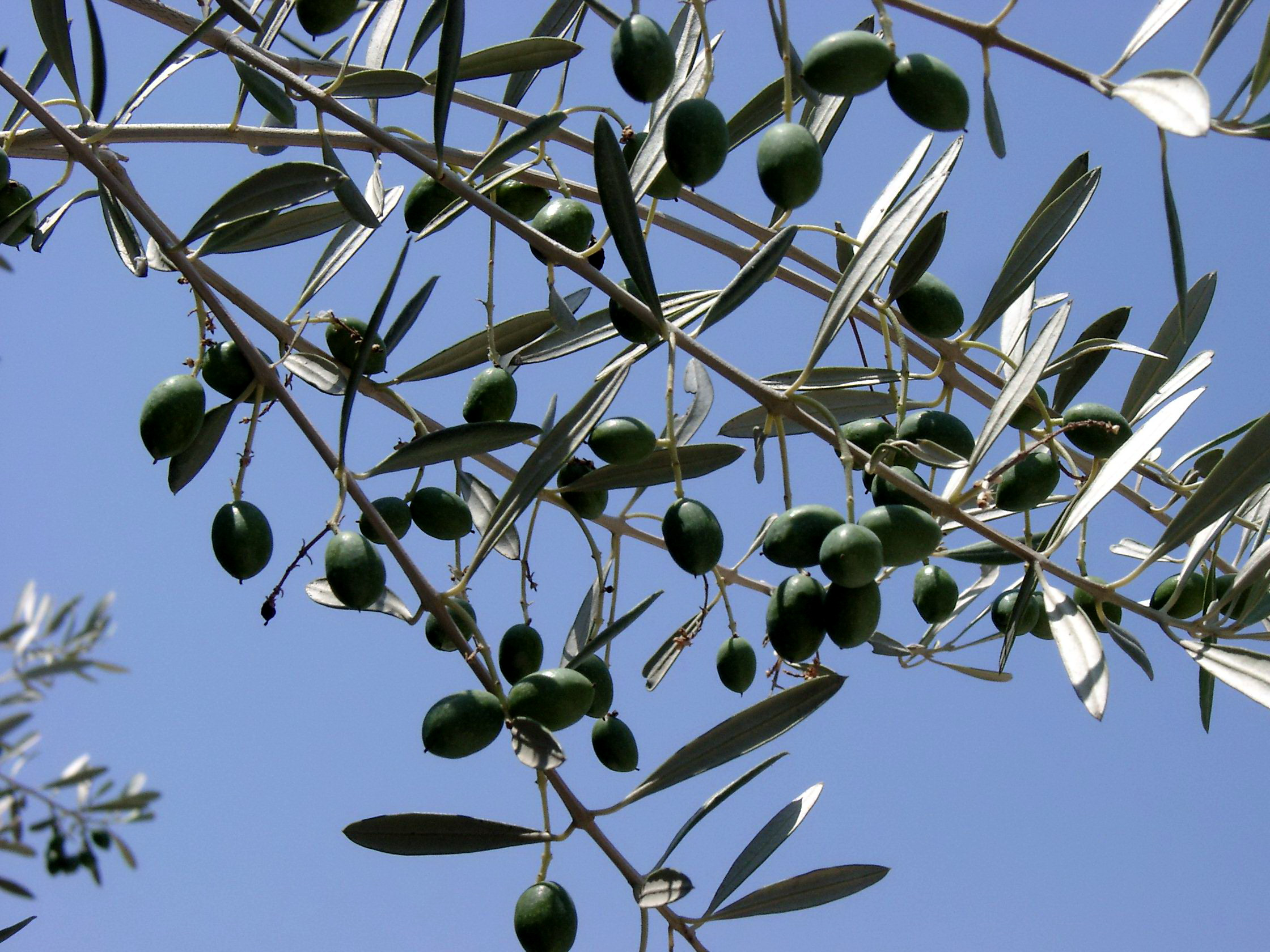
Gałąź oliwna

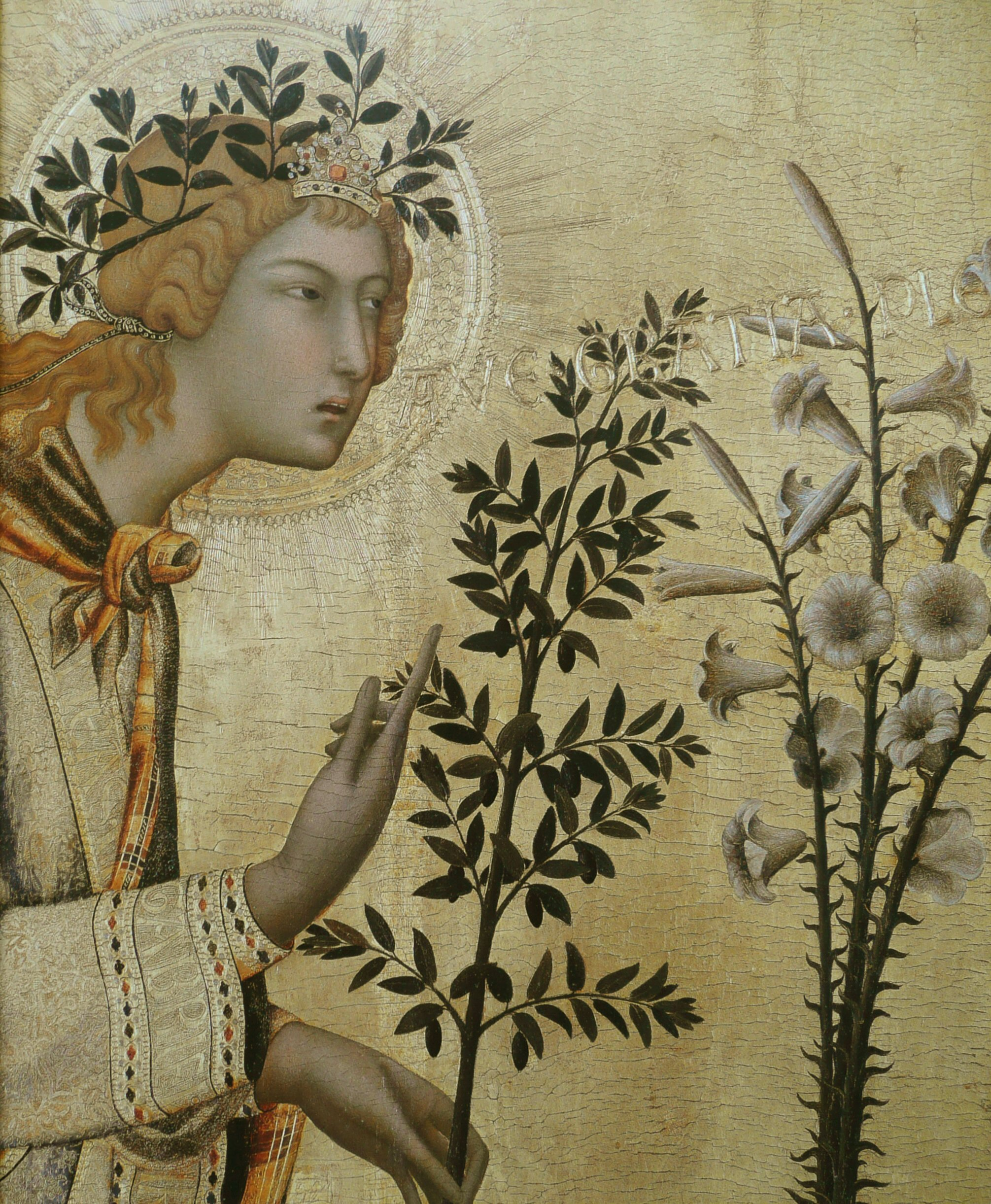
Archanioł Gabriel w scenie Zwiastowania, obraz Simone Martini i Lippo Memmi

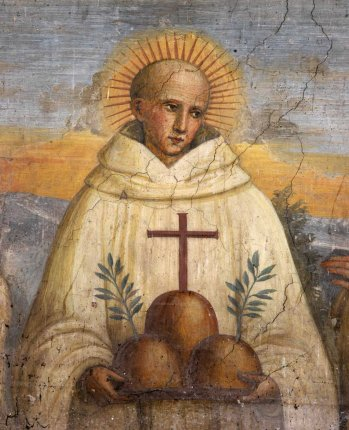
Bernardo Tolomei, założyciel kongregacji Oliwetanów, z elementami godła kongregacji w dłoniach

Herb Beaufort (Hérault), Francja

Gałąź oliwna (gałązka oliwna, różdżka oliwna) – gałązka drzewa oliwkowego, symbol pokoju, radości, chwały, zgody, pojednania, także dobrobytu i dostatku, obecnie oznaczający pokój, nadzieję i lepszą przyszłość. Powstał w krajach basenu Morza Śródziemnego, tj. w obszarze występowania upraw oliwki europejskiej i znany jest z najstarszych kultur rozwijających się na tym obszarze.

## Starożytność
W starożytnej Grecji drzewo oliwne poświęcone było Atenie. Drzewo i jego gałęzie były symbolem pokoju i przebaczenia. Gałęzie oliwne nosili ze sobą kapłani, osoby szukające schronienia i zwiastujące pokój. Gałązki oliwne wkładane były do grobów jako symbol pojednania zmarłej osoby z bóstwami, a uplecione z gałęzi oliwnych wieńce wręczane były zwycięzcom igrzysk olimpijskich.
Gałąź oliwna była również atrybutem personifikacji Hiszpanii (jako prowincji rzymskiej), a także personifikacji zimy.

## Symbolika chrześcijańska
Gałąź oliwna lub drzewo oliwne pojawia się w Biblii. W Księdze Rodzaju (8,11) gałązka oliwna jest znakiem końca biblijnego Potopu przyniesionym Noemu przez gołębicę. Drzewo oliwne obok zboża i wina jest w Biblii symbolem urodzaju, a w Księdze Mądrości Syracha (24,14) symbolizuje odwieczną mądrość.
W czasie Niedzieli Palmowej, na pamiątkę wjazdu Jezusa do Jerozolimy, tradycyjnie święci się gałązki palm i gałązki oliwne.
Gałązki oliwne są atrybutem świętych, których życie związane jest z głoszeniem pokoju i godzeniem zwaśnionych stron: św. Antoniego della Torre, św. Kajetana z Thieny, św. Brygidy z Kildar, bł. Weroniki z Binasco, św. Norberta, św. Klary. Gałązka oliwna jest także atrybutem Noego (jako przyniesiony mu znak końca Potopu) oraz św. Oliwii (przez nawiązanie do jej imienia).
W sztuce nagrobnej jest symbolem zmartwychwstania i pojednania z Bogiem.

## Symbolika współczesna
Współcześnie gałąź oliwna symbolizuje pokój i pojednanie. Dwie otaczają świat na fladze ONZ. Przedstawienie gałązki oliwnej znajduje się też na odznaczeniu Missio Reconciliationis (Misja Pojednania) nadawanego za dzieło pojednania między narodami.

## Gałąź oliwna w sztuce
Pojawia się najczęściej w przestawieniach Noego (scena końca potopu), Zwiastowania (w ręce archanioła Gabriela) i scenach wjazdu Jezusa do Jerozolimy.
Przykłady:
- obraz (kwatera ołtarza) Mistrza z Uttenheim Wjazd Chrystusa do Jerozolimy (1465-1475) – osoby witające Jezusa trzymają w dłoniach pęki gałęzi oliwnych[8]
- obraz Simone Martini i Lippo Memmi Zwiastowanie – na obrazie Archanioł Gabriel przedstawiony jest w wieńcu oliwnym i z gałązką oliwną w dłoni. W tym kontekście są to symbole zapowiedzi pokoju i Nowego Przymierza[4].

## Gałąź oliwna w heraldyce
Gałąź oliwna lub drzewo oliwne pojawiają się często w herbach i godłach, szczególnie w krajach śródziemnomorskich. W heraldyce drzewo oliwne symbolizuje wieczność, gałązka oliwna pokój, a wieniec z gałązek oliwnych zwycięstwo i nieśmiertelną sławę.
Gałąź oliwna obecna jest w godle Włoch, Armenii i Somalilandu, na Wielkiej Pieczęci Stanów Zjednoczonych, pojawia się także na herbie gminy Świdnica.
Gałąź oliwna, jest elementem godła kongregacji Oliwetów, odłamu zakonu św. Benedykta. Jest to związane z miejscem, założenia pierwszego klasztoru Oliwetów w Monte Oliveto niedaleko Asciano (pol. Góra Oliwna).

## Flagi z przedstawieniem gałązki oliwnej

Flaga ONZ, a na niej wieniec z gałązek oliwnych[12]
Flaga Erytrei w latach 1952–1962[12]
Gałązki oliwne od 1997 r. na fladze Turkmenistanu[12]